# Sarzana
Sarzana es una ciudad y comuna italiana de la provincia de La Spezia, en la región de Liguria. Está ubicada en la Versilia, 15 km al este de Spezia, en el ferrocarril a Pisa, donde se separa la vía de Parma hacia el norte. En 2004 contaba con una población de 20 180 habitantes.
Tiene una de las principales industrias de fabricación de botellas de cristal de Italia, e igualmente importantes son las referentes a la de ladrillos y derivados petroquímicos.

## Historia

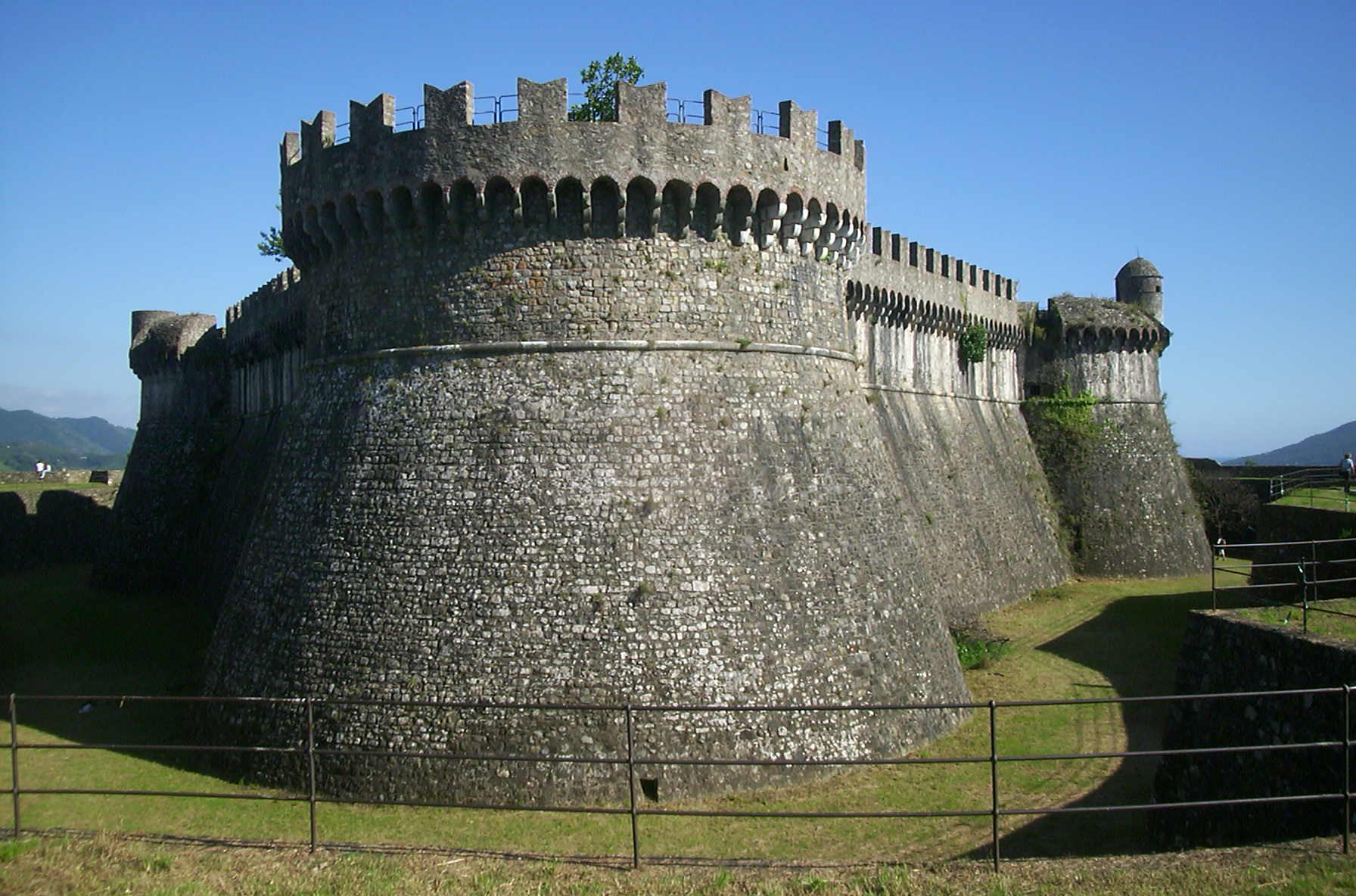
Fortaleza de Sarzana.

Su ubicación en la entrada al valle de Magra (antiguamente Macra), el límite entre Etruria y Ligura durante el imperio romano, le dio importancia militar durante la  Edad Media. La primera mención a la ciudad data del año 983 en un diploma de Otón I, emperador del sacro imperio romano; en 1202 la sede episcopal fue trasladada de Luni, situada a 5 km al sureste, a Sarzana.
Una rama de la familia Cadolingi di Borgonuovo, señores de Fucecchio de Toscana del siglo X en adelante, que asumió el nombre de Bonaparte, se estableció cerca de Sarzana alrededor de 1264. En 1512 un miembro de esta familia trasladó su residencia a Ajaccio, descendiendo de aquí (según algunos testimonios)  el emperador Napoleón I. Sarzana, debido a su posición fronteriza, cambió de amos en más de una ocasión, perteneciendo primero a Pisa, luego a Florencia, luego al Banco di San Giorgio de Génova, y de 1572 en adelante, a Génova.
En 1814 fue asignada al reino de Cerdeña, pasando la frontera liguro-toscana entre la población y Carrara.
Sarzana fue la ciudad natal del papa Nicolás V.

## Arquitectura
- Catedral gótica de mármol blanco, iniciada en 1355 y finalizada en 1474. Contiene dos elaborados altares esculpidos del gótico tardío.
- La antigua ciudadela, construida por los pisanos, derruida y reconstruida por Lorenzo de Médici.
- Castillo de Sarzanello, construido por el condotiero Castruccio Castracani, cuya tumba (realizada por Giovanni di Balducci) se encuentra en S. Francesco.
- Palazzo del Capitano, diseñado inicialmente por Giuliano da Maiano (1472) pero completamente modificado.

## Demografía
| Gráfica de evolución demográfica de Sarzana entre 1861 y 2001 |
|                                                               |
| Fuente ISTAT - elaboración gráfica de Wikipedia               |

## Ciudades hermanadas
- Villefranche de Rouergue (Francia)
- Eger (Hungría)